# Умбелебеле Джомо Космос
Футбольний клуб «Умбелебеле Джомо Космос» або просто Умбелебеле Джомо Космос (англ. Umbelebele Jomo Cosmos Football Club) — свазілендський футбольний клуб, який базується у місті Мбабане. 

## Історія
Футбольний клуб «Умбелебеле Джомо Космос» було засновано в 2004 році в місті Мбабане. Оскільки команда утворилася внаслідок злиття ФК «Умбелебеле» та «Джомо Космос», то новостворений клуб посів місце ФК «Умбелебеле» у Прем'єр-лізі Свазіленду, але сезон 2003/04 років команда провела дуже невдало, посіла останнє 12-те місце в чемпіонаті та вилетіла до Першого дивізіону. Наступного сезону в Першому дивізіоні національного чемпіонату команда стала бронзовим призером, але путівки до Прем'єр-ліги не здобула. В сезоні 2005/06 років клуб повторив своє досягнення. Наступного сезону команда здобула срібні нагороди Першого дивізіону національного чемпіонату та повернулася до Прем'єр-ліги. В сезоні 2007/08 років «Умбелебеле Джомо Космос» фінішував у Прем'єр-лізі на 9-му місці, наступного сезону команда повторила своє досягнення. В 2010 році клуб посів 7-ме місце, але цього сезону команда дійшла до фіналу Кубку Свазіленду, в якому з рахунком 0:1 поступилася «Мбабане Гайлендерс». В сезоні 2010/11 років відбулося скорочення кількості команд-учасниць чемпіонату, в зв'язку з чим чотири найгірші команди першості покидали її, до числа цих чотирьох клубів потрапив й «Умбелебеле Джомо Космос», який посів 11-те місце. В сезоні 2012/13 років клуб стає срібним призером Першого дивізіону та повертається до Прем'єр-ліги, але повернення виявилося не тривалим, оскільки за підсумками вже наступного чемпіонату команда посіла передостаннє 11-те місце та повернулася до Першого дивізіону.

## Досягнення
- Перший дивізіон чемпіонату Свазіленду з футболу:
  -  Срібний призер (2): 2006/07, 2012/12
  -  Бронзовий призер (2): 2004/05, 2005/06

- Кубок Свазіленду з футболу‎:
  -  Фіналіст (1): 2010